# Ardeoani
Ardeoani é uma comuna romena localizada no distrito de Bacău, na região de Moldávia. A comuna possui uma área de 27.51 km² e sua população era de 2520 habitantes segundo o censo de 2007.